# Администрирование данных
Администрирование данных — управление информационными ресурсами, включая планирование базы данных, разработку и внедрение стандартов, определение ограничений и процедур, а также концептуальное и логическое проектирование баз данных.
Администратор данных отвечает за корпоративные информационные ресурсы, включая и некомпьютеризированные данные. На практике это часто связано с управлением данными, которые являются совместно используемым ресурсом для различных пользователей и прикладных программ данной организации. В разных организациях количество сотрудников, выполняющих функции АД, может отличаться и обычно определяется размерами самой организации. Основная обязанность АД состоит в обмене консультациями и советами со старшими менеджерами, а также в слежении за тем, чтобы применение технологий баз данных продолжало соответствовать корпоративным целям. Должность АД обычно принадлежит отделу информационных систем организации. В одних случаях администрирование данных может представлять собой отдельную функциональную задачу, а в других — совмещаться с администрированием базы данных.
В настоящее время при обдумывании стратегии планирования информационной системы все больший акцент делается на важности АД. Организации все в большей и большей степени склонны уделять внимание значению данных, используемых или собранных в их информационной системе, как средству достижения более высокой конкурентоспособности. В результате возникает обязательное требование слияния стратегии построения информационных систем с бизнес-стратегиями организации. Это позволяет создать организацию с более гибкой структурой, способную адаптироваться к резким изменениям, имеющую более творческую и инновационную внутреннюю среду, обеспечивающую эффективную перестройку бизнес-процессов в случае необходимости. Упомянутый перенос акцентов означает, что АД во все большей мере должен понимать идеологию развития не только информационных систем, но и бизнес-процессов, и играть ключевую роль в разработке стратегии развития информационной системы, поддерживая её соответствие деловым стратегиям организации. Это изменение мышления отражает происшедшее в недавнем прошлом драматическое изменение в назначении компьютерных систем: от исходного использования компьютеров для более эффективного управления некоторыми аспектами бизнес-процессов, через последующее повышение эффективности бизнес-процессов, до поддержки и обеспечения изменчивости и инновационности организаций.

## Задачи администрирования данных
Ниже перечислены основные задачи администрирования данных:
- Выбор подходящих инструментов разработки.
- Помощь в разработке корпоративных стратегий построения информационной системы, развития информационных технологий и бизнес-стратегий.
- Предварительная оценка осуществимости и планирование процесса создания базы данных.
- Разработка корпоративной модели данных.
- Определение требований организации к используемым данным.
- Определение стандартов сбора данных и выбор формата их представления.
- Оценка объёмов данных и вероятности их роста,
- Определение способов и интенсивности использования данных.
- Определение правил доступа к данным и мер безопасности, соответствующих правовым нормам и внутренним требованиям организации.
- Концептуальное и логическое проектирование базы данных.
- Взаимодействие с АБД и разработчиками приложений с целью обеспечения соответствия создаваемых приложений всем существующим требованиям.
- Обучение пользователей — изучение существующих стандартов обработки данных и юридической ответственности за их некорректное применение.
- Постоянная модернизация используемых информационных систем и технологий по мере развития бизнес-процессов.
- Обеспечение полноты всей требуемой документации, включая корпоративную модель, стандарты, ограничения, процедуры, использование словаря данных, а также элементы управления работой конечных пользователей.
- Поддержка словаря данных организации.
- Взаимодействие с конечными пользователями для определения новых требований и разрешения проблем, связанных с доступом к данным и недостаточной производительностью их обработки.